# Leopold von Hanxleden zu Eickel
Leopold von Hanxleden zu Eickel (* 26. Februar 1736; † nach 1790) war Domherr in Münster.

## Leben
Leopold von Hanxleden zu Eickel entstammte dem westfälischen Adelsgeschlecht von Hanxleden und war der Sohn des Adolf Hermann Philipp von Hanxleden zu Eickel und dessen Gemahlin Maria Josepha Franciska von Korff zum Sassenberg. Im Jahre 1760 erhielt er durch den Verzicht seines Onkels Hermann Caspar eine münstersche Dompräbende. Am 22. März des Jahres wurde er hier aufgeschworen. Im Jahre 1771 verzichtete er zugunsten des Domherrn Johann Friedrich Hoensbrock. Er heiratete Maria Aloisia Johanna von der Recke zu Steinfurt. Aus der Ehe ging der spätere Domherr Paul Karl hervor.